# Pink Friday (perfume)
Pink Friday é uma fragrância criada pela rapper trinidiana Nicki Minaj com a companhia Give Back Brands, lançado em 22 de setembro de 2012. O frasco foi desenhado por Lance McGregor do Paul Meyers and Friends. Elizabeth Arden comprou a licença para a fragrância, que será distribuído pela Elizabeth Arden Inc. para os varejistas do mundo todo, incluindo Macy's.

## Conceito

### Desenvolvimento
"Eu estive pensando em lançar uma fragrância nos últimos dois anos, e na verdade, eu sabia que iria chamá-la de Pink Friday ... Eu não sabia que teria uma peruca rosa no frasco até que eu conheci uma empresa de fragrâncias e eles me perguntaram como que eu queria que meu frasco parecesse e eu disse: 'tem como colocar uma peruca rosa sobre ele?'"

—Nicki Minaj em entrevista com a MTV
A primeira insinuação de Minaj referente a fragrância Pink Friday foi em um verso na canção "Make Me Proud" do rapper Drake, dizendo "É Mac, Opi e uma fragrância também/Apparel, eu domino todas as avenidas". Mark Cheatham, um agente de música do CAA, confirmou o desenvolvimento da fragrância Minaj, afirmando "Com sua equipe, estamos todos trabalhando e discutindo sobre um acordo para uma fragrância". Minaj e a companhia Give Back Brands trabalharam na fragrância ao longo de 2011 e início de 2012, mas foi planejado para ser lançado no final de 2011, a partir de uma entrevista com o BET onde Minaj afirmou: "é como um 'perfume do verão', mas quero que cheire como mulher sexy e confidente, e não como doce". Falando do desenvolvimento da fragrância, Minaj citou:
"Pink Friday é uma celebração da minha vida neste momento, é um reflexo de mim como uma criadora, e uma expressão de mim como uma mulher. Eu sei que minhas Barbz irão se conectar com [o perfume] e apreciar cada aspecto - desde o nome, o design exorbitante do frasco, as cores vibrantes, que criam a sua própria música. Pink Friday mostra a minha personalidade e estilo, é emocionante para expressar minha voz através de uma outra dimensão [...] Eu estive envolvida em cada aspecto do processo de decisão - parece fácil, porque eu sempre tenho esse sentimento dentro de mim: Eu sei se algo é certo ou errado. Cada detalhe precisa me surpreender ou não é uma opção, que é a minha maneira de compor a perfeição."

### Embalagem e cheiro
A fragrância contém aromas de amora, flor-de-lótus, tangerina italiana, carambola e baunilha. O frasco, desenhado por  Lance McGregor do Paul Meyers and Friends, foi revelado por Minaj através do Twitter, que se assemelha com a imagem da rapper na capa do seu álbum de 2010 Pink Friday. O frasco ainda conta com aroma de frutas, como tangerina, aroma de flores, e tornando-se almiscarado com perfumes cremosos.

## Promoção e comercial
O comercial foi filmado em 3 e 4 de agosto de 2012. [11] [12] O anúncio promocional da internet vazou em 27 de outubro de 2012. O comercial usou a música "Whip It" do segundo álbum de Minaj Pink Friday: Roman Reloaded como tema, e mostra uma Minaj gigante vestida com uma peruca rosa, tutu e sutiã, vagando pela cidade de Nova Iorque; quando ela borrifa as pessoas com a fragrância, eles também se tornam gigantes. O anúncio oficia dal fragrância foi lançado 16 de novembro de 2012, filmado por Howard Huang; contou com Minaj em um campo de rosas negras, com ela corta-se ao tocar no espinho de uma rosa, sangrando sangue rosa. As rosas, em seguida, tornar-se-de-rosa, e assim fazer os olhos dela, como sua pele aparentemente gira lentamente ouro, como combinar o design de sua garrafa. O frasco de perfume é mostrado, com o nome do perfume que está sendo sussurrou calmamente.

## Pink Friday Special Edition
Após o sucesso da primeira edição da fragrância Pink Friday, uma nova e limitada foi lançada em abril de 2013 como Pink Friday Special Edition. Elizabeth Arden novamente comprou a licença para a fragrância, e também será distribuído pela Elizabeth Arden Inc. para os varejistas do mundo todo, incluindo Macy's. Foi anunciado em 11 de março, ao comentar suas intenções de "dar [aos seus fãs] uma edição especial da fragrância para eles usarem", Originalmente planejado para ser lançado em maio, a fragrância foi lançada em abril de 2013. 